# Joanna Murray-Smith

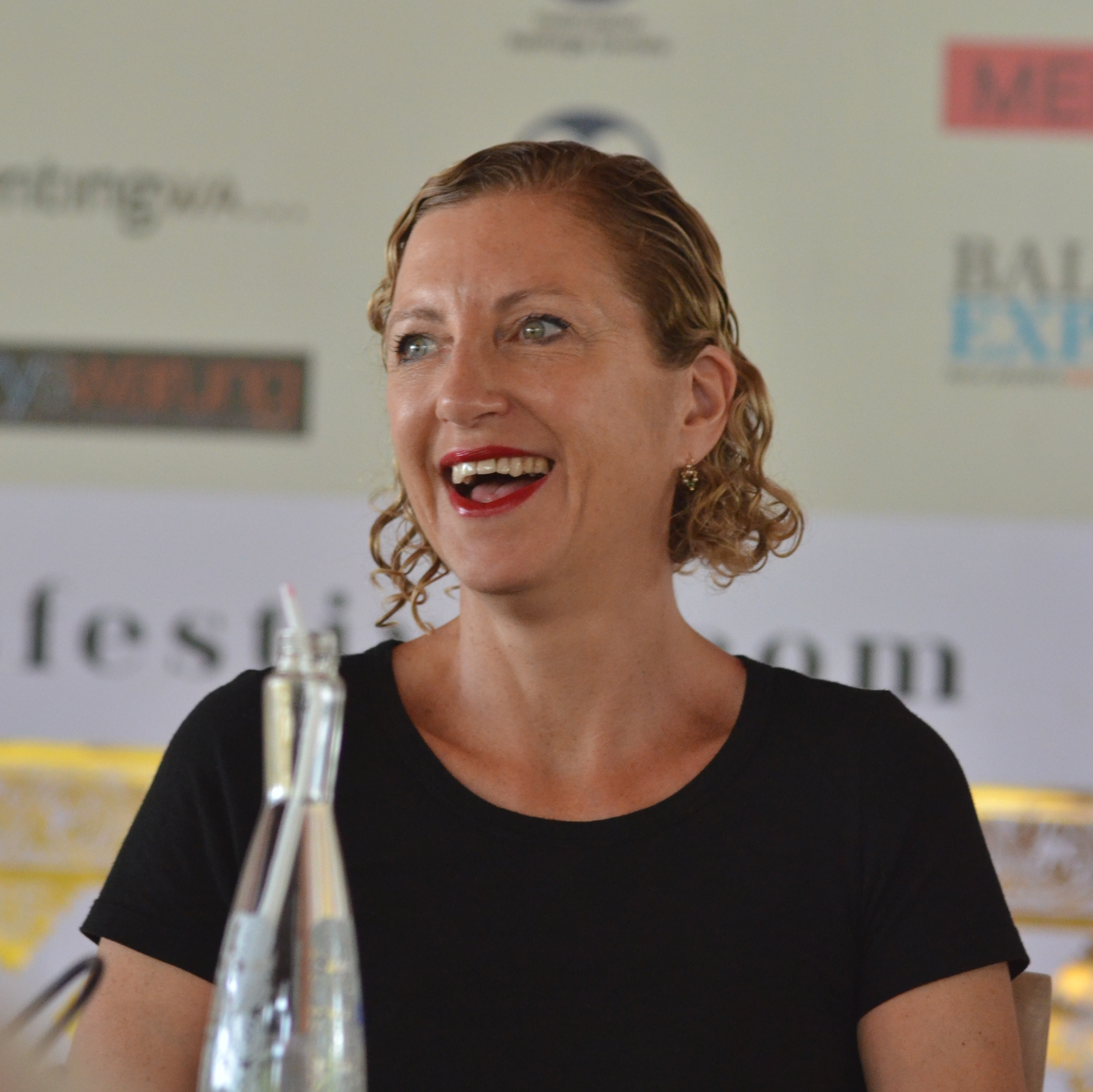
Joanna Murray-Smith, 2012

Joanna Murray-Smith AM (* 17. April 1962 in Mount Eliza, Victoria) ist eine australische Schriftstellerin.
Die Tochter des Herausgebers Stephen Murray-Smith besuchte die Schule ihrer Heimatstadt und studierte an der Universität Melbourne. Sie wurde rasch eine der bedeutendsten australischen Dramatikerinnen, die auch international Anerkennung fand.
Ihr bislang erfolgreichstes Stück ist Honour (1995). Dieses Ehebruchdrama wurde beim New York Stage and Film Festival von Meryl Streep, Sam Waterston und Kyra Sedgwick gelesen; die Broadway-Inszenierung von 1998 erhielt Nominierungen für zwei Tony Awards. Es wurde in mehr als 20 Staaten aufgeführt und in den USA, Australien und Japan gedruckt.
Für Honour und Rapture erhielt Murray-Smith den Victorian Premier's Literary Award , Bombshells wurde mit dem London Theatregoers’ Choice Award und dem Edinburgh Festival Fringe First Award ausgezeichnet.
Daneben verfasste Murray-Smith auch Romane und das Libretto zu Paul Grabowskys Oper Love in the Age of Therapy (2004) sowie Zeitungskolumnen.
2001 erhielt sie die Centenary Medal und 2025 wurde sie zum Member des Order of Australia ernannt.

## Werke
- Atlanta, 1990
- Love Child, 1993
- Truce, Roman, 1994
- Flame, 1994
- Honour, 1995
- Redemption, 1996
- Nightfall, 1999
- Bombshells, 2001
- Rapture, 2002
- Judgement Rock, Roman, 2002
- Love in the Age of Therapy, Opernlibretto, 2002
- Up we grew: stories of Australian childhoods, 2004
- Nightfall, 2007
- Scenes From A Marriage (nach Ingmar Bergman), 2008
- Ninety, 2008
- The Female of the Species, 2008
- Rockabye, 2009
- Songs for Nobodies, 2010
- The Gift, 2011
- Day One, a Hotel, Evening, 2011
- Fury, 2013
- Switzerland, 2014